# 聖老楞佐教堂 (巴黎)
聖老楞佐堂（法語：Église Saint-Laurent）是位於法國首都巴黎的一座羅馬天主教教堂。聖老楞佐堂地處巴黎的南北中軸線的北部，巴黎第十区的圣马丁市郊路（rue du Faubourg-Saint-Martin）119号、斯特拉斯堡大道（boulevard de Strasbourg ）68号，以及马真塔大道（boulevard de Magenta）68号。